# コロンビア海兵隊

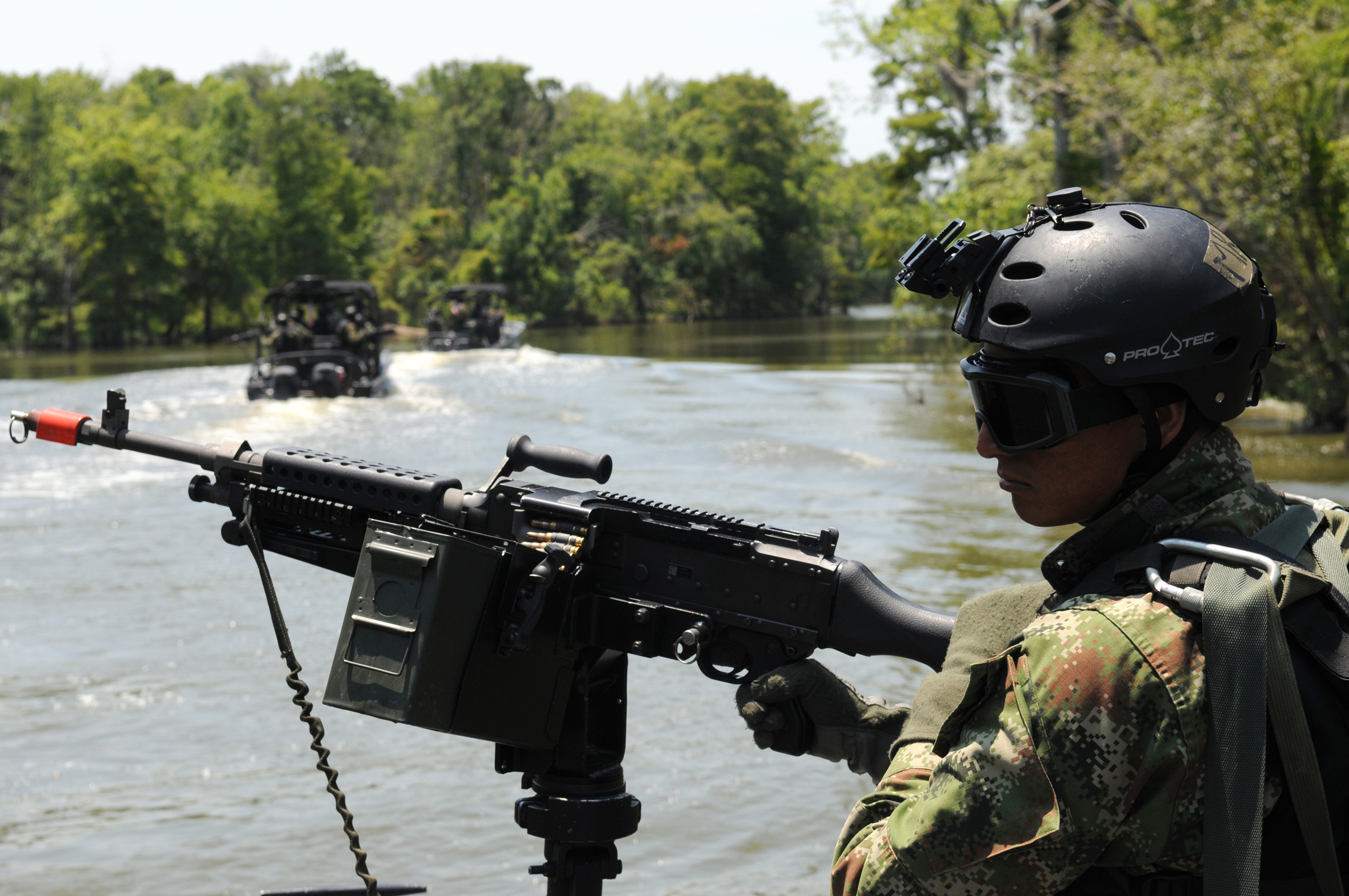
コロンビア海兵隊員。

コロンビア海兵隊 (スペイン語: Infantería de Marina Colombiana) はコロンビア海軍における海兵隊組織。
アメリカでは、同じスペイン語の ”Infantería de Marina” でもスペインの組織は ”Marine Corps” であるのに対し、コロンビアのものは ”Naval Infantry” と表記されているが、日本では何れも”海兵隊”と表記されている。

## 概要
コロンビア海兵隊の起源は独立時まで遡ることができるが、直接的には1937年に設立された1個中隊が元となっている。1980年代には、2個旅団（5,000名体制）まで拡大されていた。現在は3個旅団が編成されている。人員は約14,000名。
第1海兵旅団(Brigada de Infantería de Marina No.1)
カリブ海沿岸およびマリア山地(Montes de María)において、主に対麻薬戦に従事。
第1海兵河川旅団(Brigada Fluvial de Infantería de Marina No. 1)
マグダレナ川およびコロンビア東部河川に展開している河川舟艇部隊。PBRや航空機を有し、哨戒活動にあたる。5個大隊編制。
第2海兵河川旅団(Brigada Fluvial de Infantería de Marina No. 2)
コロンビアの太平洋側の河川を担当する。司令部はブエナベンツラ所在。
河川任務群(Grupo de Tarea Fluvial)
コロンビア政府はアメリカ合衆国政府の支援により、コロンビア革命軍との戦闘を行っている。2004年からはオメガ統合任務部隊(Joint Task Force OMEGA 西:Fuerza de tarea conjunta OMEGA)を用いて戦闘を行っているが、河川任務群はこれを支援することを目的とする。

## 参考資料
- マイク・ライアン, クリス・マン, アレグザンダー・スティルウェル 著、小林朋則 訳『ヴィジュアル版 世界の特殊部隊-戦術・歴史・戦略・武器』原書房、2004年2月。ISBN 978-4562037278。